# يوسف حمد الإبراهيم
الدكتور يوسف حمد الإبراهيم ، (1955) وزير التربية والتعليم العالي ووزير المالية ووزير التخطيط ووزير الدولة لشؤون التنمية الإدارية في الكويت السابق.

## السيرة الشخصية
الدكتور يوسف حمد الإبراهيم ، سياسي وإقتصادي كويتي ، من مواليد دولة الكويت - القبلة عام (1955) حاصل على بكالوريوس 1975 م من جامعة الكويت ، والماجستير 1982 م ، والدكتوراه 1984 م في الاقتصاد من جامعة كليرمونت بالولايات المتحدة الأمريكية.

## المناصب
- حاصل على بكالوريوس 1975 م من جامعة الكويت.
- حصل على شهادتي الماجستير 1982 م والدكتوراه 1984 م في الاقتصاد من جامعة كليرمونت بالولايات المتحدة الأمريكية.
- عمل استاذا زائرا في الاقتصاد بجامعة ستانفورد بولاية كاليفورنيا 1988 م – 1989 م.
- عمل استاذا مساعدا في كلية التجارة والاقتصاد 1984 م - 1999 م.
- شغل منصب عميد كلية العلوم الإدارية بجامعة الكويت منذ 1995 م (كلية التجارة والاقتصاد والعلوم السياسية سابقا) حتى 1999 م.
- عين في 2003 م مستشار لرئيس مجلس الوزراء بدرجة وزير.
- عضو مجلس الأمناء وعضو اللجنة التنفيذية في الجامعة العربية المفتوحة.
- شغل منصب المستشار الثقافي ورئيس المكتب الثقافي بسفارة دولة الكويت بواشنطن 1993 م- 1995 م. *مسئول عن البعثات التعليمية والشئون الثقافية بواشنطن 1993 م- 1995 م.
- انتدب باحثا اقتصاديا في المعهد العربي للتخطيط 1991 م - 1992 م.
- عين مستشارا اقتصاديا للجنة الشئون الاقتصادية والمالية في مجلس الأمة 1992 م – 1993 م وجهاز الدراسات والبحوث الاستشارية في الديوان الأميري 1984 م -1985 م.
- رئيس تحرير مجلة كويت المستقبل وشارك في تحرير مجلة العلوم الاجتماعية (جامعة الكويت) وجلة الكويت الاقتصادية (الجمعية الاقتصادية الكويتية).
- عضو في لجنة الخبراء وباحث في منتدى البحوث الاقتصادية للدول العربية وإيران وتركيا منذ عام 1993 م.
- عضو اللجنة الاستشارية العليا للمعهد العربي للتخطيط عام 1998 م -2000 م.
- شغل منصب وزير المالية ووزير التخطيط ووزير الدولة لشئون التنمية الإدارية للفترة من 2001 م حتى 2003 م.
- رئيس مجلس إدارة شركة إنفست كورب (Investcorp).
- رئيس مجلس إدارة مؤسسة الخليج للاستثمار وعضوًا في المجلس.
- نائب رئيس مجلس إدارة شركة المال للاستثمار.
- عضو مجلس إدارة مؤسسة الكويت للتقدم العلمي.

## وصلات خارجية
- موقع وزارة التربية